# Sośnicowice (gromada)
Sośnicowice – dawna gromada, czyli najmniejsza jednostka podziału terytorialnego Polskiej Rzeczypospolitej Ludowej w latach 1954–1972.
Gromady, z gromadzkimi radami narodowymi (GRN) jako organami władzy najniższego stopnia na wsi, funkcjonowały od reformy reorganizującej administrację wiejską przeprowadzonej jesienią 1954 do momentu ich zniesienia z dniem 1 stycznia 1973, tym samym wypierając organizację gminną w latach 1954–1972.
Gromadę Sośnicowice z siedzibą GRN w Sośnicowicach (wówczas wsi) utworzono – jako jedną z 8759 gromad na obszarze Polski – w powiecie gliwickim w woj. stalinogrodzkim, na mocy uchwały nr 18/54 WRN w Stalinogrodzie z dnia 5 października 1954. W skład jednostki weszły obszary dotychczasowych gromad Łany Wielkie, Smolnica i Sośnicowice ze zniesionej gminy Sośnicowice w tymże powiecie; ponadto niektóre parcele: z karty 2 obrębu Trachy; z karty 1 obrębu Choryńskowice Las; z karty 1 obrębu Choryńskowice; oraz z karty 1 obrębu Choryńskowice i Choryńskowice Las ze zniesionej gminy Ostropa tamże. Dla gromady ustalono 27 członków gromadzkiej rady narodowej.
20 grudnia 1956 województwo stalinogrodzkie przemianowano (z powrotem) na katowickie.
31 grudnia 1961 do gromady Sośnicowice włączono obszary zniesionych gromad Sierakowice i Trachy w tymże powiecie.
Gromada przetrwała do końca 1972 roku, czyli do kolejnej reformy gminnej. 1 stycznia 1973 w powiecie gliwickim reaktywowano gminę Sośnicowice.